# クゼン族
クゼン族（クゼンぞく）とは、ロシア連邦アルタイ共和国およびケメロヴォ州に居住するアルタイ人の一派である。

## 概要
クゼン族は、ロシアのアルタイ共和国のトンドシカ村に居住しているアルタイ人の一派である。
クゼン族にはノアの洪水の際に筏に乗って助かった人々の子孫だという言い伝えがある。筏はサロプ山の頂上に流れ着き、水が引くにつれてクゼン族の集落が広がっていったとされる。